# Sarcosaurus
Sarcosaurus is een geslacht van vleesetende theropode dinosauriërs, behorend tot de Coelophysoidea, dat tijdens het vroege Jura leefde in het gebied van het huidige Engeland.

## Naamgeving en vondst
In 1921 benoemde en beschreef Charles William Andrews de typesoort Sarcosaurus woodi op basis van fossielen kort daarvoor gevonden door S.L. Wood. De geslachtsnaam is afgeleid van het Klassiek Griekse sarx, "vlees", een verwijzing naar de levenswijze als vleeseter. De soortaanduiding eert Wood.

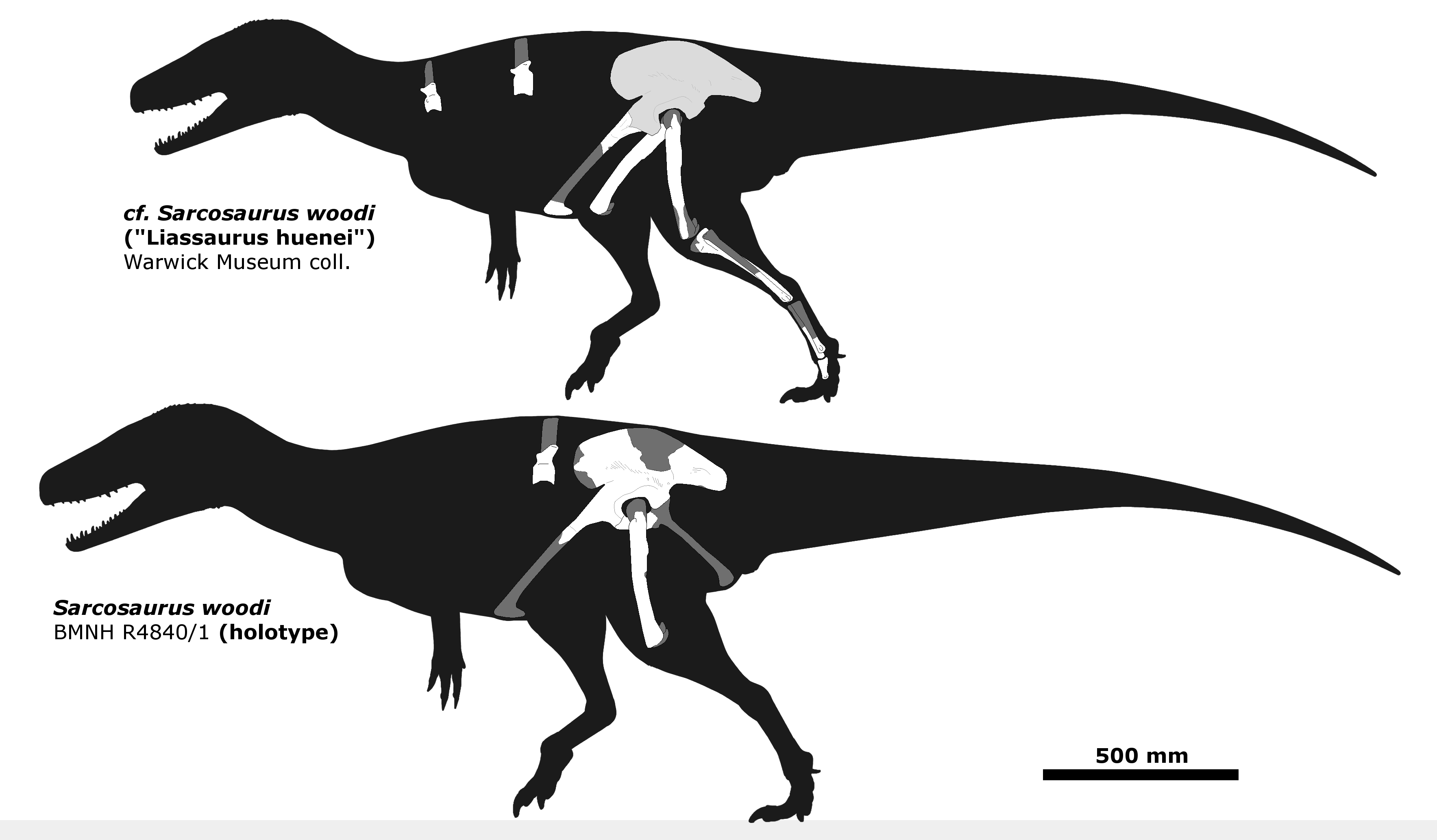
Diagrammen van het bewaarde materiaal van de twee belangrijkste exemplaren met bovenaan het holotype

Het fossiel, holotype BMNH 4840/1, is bij Barrow-on-Soar, Leicestershire, gevonden in een laag van de Liasformatie waarvan de datering onzeker is: vaak wordt het Sinemurien aangegeven maar een eerder Rhaetien-Hettangien is ook mogelijk; de leeftijd is dan zo'n tweehonderd miljoen jaar. Het bestaat uit een bekken met delen van de darmbeenderen en schaambeenderen, een achterste ruggenwervel en een gedeeltelijk linkerdijbeen dat het merendeel van de kop en het onderste uiteinde mist. De individuele leeftijd van het exemplaar is onzeker maar het gaat niet om een jong dier.
Andrews verwees een andere vondst naar de soort, BMNH R3542, een rechterscheenbeen van een groot dier door Arthur Smith Woodward in 1908 beschreven en gevonden bij Wilmcote in Warwickshire. In 1932 benoemde Friedrich von Huene op grond hiervan een tweede soort: Sarcosaurus andrewsi. Verwarrend genoeg benoemde hij op basis van hetzelfde fossiel in dezelfde publicatie een soort van Magnosaurus: Magnosaurus woodwardi. Later zou von Huene voor S. andrewsi als de geldige naam kiezen. Aangezien het materiaal niet overeenkomt kon naar huidige inzichten het behoren van S. andrewsi tot Sarcosaurus niet bewezen worden. Michael Waldman maakte er in 1974 een Megalosaurus andrewsi van, maar het gaat vermoedelijk wel om een meer basale vorm, die dus geen verwant van Megalosaurus is. 
Von Huene wees ook een veel completer specimen uit het Warwick Museum aan S. woodi toe, specimen WARMS G667–690 dat eveneens bij Wilmcote was gevonden door aannemer John W. Kirshaw of Kershaw bij het graven van een kanaal, maar later leken er geen overeenkomsten met die soort vaststelbaar. Het specimen omvat een middelste of achterste ruggenwervel, een voorste middelste staartwervel, stukken rib, het aanhangsel voor het schaambeen van het linkerdarmbeen, beide schaambeenderen, de dijbeenderen en scheenbeenderen, het bovenste uiteinde van het linkerkuitbeen, het onderste uiteinde van een kuitbeen, de onderste uiteinden van het tweede, derde en vierde middenvoetsbeen van de linkervoet, een bovenste uiteinde van een tweede of derde middenvoetsbeen en een eerste kootje van de tweede teen van de linkervoet. Het betreft een jongvolwassen exemplaar. In 1995 benoemde Stephan Pickering dit specimen tot Liassaurus huenei maar deze naam is niet geldig gepubliceerd en blijft daarom een nomen nudum.
Vaak werden al deze resten als nomina dubia beschouwd. In 2020 werden de vondsten echter opnieuw beschreven. De conclusie was dat alle drie exemplaren van één geldige soort waren. S. andrewsi zou dus een jonger synoniem zijn van Sarcosaurus woodi. Het toewijzen van WARMS G667–690 maakt ook de toewijzing van BMNH R3542 mogelijk daar beide specimina een scheenbeen hebben.

## Beschrijving
Sarcosaurus woodi is een vrij kleine roofsauriër met een geschatte lengte van drie à vier meter en een gewicht van zestig kilogram. Het scheenbeen van S. andrewsi, BMNH R3542, heeft een lengte van 445 millimeter, anderhalfmaal de lengte van het scheenbeen van WARMS G667–690. Het dijbeen van het holotype van S. woodi heeft een bewaarde lengte van 31,5 centimeter. Het wervelcentrum is vier centimeter hoog en breed. Het darmbeen is 248 millimeter lang.
In 2004 wisten Carrano & Sampson geen unieke afgeleide eigenschappen, ofwel autapomorfieën, vast te stellen. Zij beschouwden de soort daarom als een nomen dubium. Hetzelfde gold overigens voor S. andrewsi.
In 2020 werden echter wel een autapomorfie vastgesteld. Bij het darmbeen steekt het aanhangsel voor het zitbeen slechts licht naar achteren uit.
Daarnaast was er bij het holotype een unieke combinatie van op zich niet unieke kenmerken. Bij het drambeen steekt het voorblad in zijaanzicht sterk schuin naar voren en onderen uit. Bij het darmbeen is de onderste binnenrand van de uitholling voor de aanhechting van de Musculus caudofemoralis brevis niet zichtbaar in zijaanzicht. Bij het darmbeen is de uitholling voor de aanhechting van de Musculus caudofemoralis brevis niet krachtig overdwars verbreed. Het dijbeen loopt aan de buitenzijde naar boven uit in een beenstijl. Bij het dijbeen steekt de vierde trochanter slechts zwak naar achteren uit.
Verder valt er bij de twee overige exemplaren een aanvullende unieke combinatie van op zich niet unieke kenmerken vast te stellen. Het dijbeen heeft onderaan geen voorste groeve tussen de gewrichtsknobbels. Bij het scheenbeen bereikt de kam van de crista fibularis de buitenste achterste lob van het bovenvlak. Het scheenbeen is minstens 60% zo breed van voor naar achter als overdwars. Het scheenbeen heeft onderaan een ondiep facet voor het contact met de opgaande tak van het sprongbeen. Bij het scheenbeen maakt de buitenste helft van het facet voor het contact met de opgaande tak van het sprongbeen een hoek van meer dan 25° met de lengteas van het bot. Het scheenbeen heeft op de binnenste achterzijde van de onderkant een inkeping die ver naar boven doorloopt. Bij het scheenbeen steekt de onderste binnenste beenstijl slechts zwak uit.
WARMS G667–690 toont ook nog een eigen autapomorfie. Het boveneinde van het kuitbeen heeft in zijaanzicht een zwak uitstekende achterrand met een bijlvormig dwarsprofiel.

## Fylogenie
Sarcosaurus werd door Andrews oorspronkelijk toegewezen aan de Megalosauridae. Samuel Paul Welles was in 1984 de eerste die een verband legde met de Coelophysidae. Daarna werd ook wel een positie hoger in de Ceratosauria gesuggereerd. Gezien het gebrek aan gegevens hield men het vaak op de ruimere Coelophysoidea.
In 2020 vond de analyse Sarcosaurus als zustergroep van de Averostra.